# Hypodactylus araiodactylus
Hypodactylus araiodactylus es una especie de anfibio anuro de la familia Craugastoridae.

## Distribución geográfica
Esta especie es endémica de la provincia de Chachapoyas en la región de Amazonas en Perú. Habita a una altitud de aproximadamente 3370 m en la Cordillera Central.

## Descripción
El holotipo femenino mide 24,5 mm.

## Publicación original
- Duellman & Pramuk, 1999 : Frogs of the genus Eleutherodactylus (Anura: Leptodactylidae) in the Andes of northern Peru. Scientific Papers Natural History Museum the University of Kansas, n.º 13, p. 1-78[5]